# Gunner
Den här sidan handlar den danska biskopen. För positionen i amerikansk fotboll, se Amerikansk fotboll#Gunner.
Gunner, död 1251, var en dansk biskop.
Efter studier i Frankrike blev Gunner 1216 abbot i cisterciensklostret Øm och 1222 biskop i Viborg. Han tog en betydande del i lagstiftningsarbetet under Valdemar II, särskilt i fråga om Jydske Lov. Gunner var den siste av de stora gestalterna från Valdemarernas period, en medeltida biografi över honom har bevarats och trycktes Scriptores minores historiae danicae, 2, 1922, en dansk översättning publicerades av Hans Olrik 1892.